# 9639 Scherer
9639 Scherer eller 1994 PS11 är en asteroid i huvudbältet som upptäcktes den 10 augusti 1994 av den belgiske astronomen Eric W. Elst vid La Silla-observatoriet. Den är uppkallad efter Marc Scherer.